# Гірницьке (Нікопольський район)
Гірни́цьке (до 1957 р. — Каганович) — селище в Нікопольському районі Дніпропетровської області. Входить до складу Покровської міської громади. Населення за переписом 2001 року становить 374 особи.

## Географічне розташування
Селище міського типу Гірницьке розкинулося на лівому березі річки Солона, вище за течією на відстані 3 км розташоване село Шахтар, нижче за течією на відстані 5,5 км розташоване місто Покров, на протилежному березі — село Хмельницьке.

## Історія
Виникло 1886 р. внаслідок розробки марганцевих родовищ Перші рудники й селище гірників звали Покровськими копальнями. У середині XX ст. мало назву Каганович. З 1957 р. — Гірницьке, бо тут живуть переважно гірники, які видобувають марганцеву руду.

## Таблиця зміни чисельності населення
Зірочками позначені дані переписів населення, без зірочок — відомості Державного комітету статистики України станом на 1 січня відповідного року.
| 2001* | 2009 | 2010 | 2011 |
| ----- | ---- | ---- | ---- |
| 374   | 366  | 370  | 355  |

## Населення

### Мова
Розподіл населення за рідною мовою за даними перепису 2001 року:
| Мова       | Кількість | Відсоток |
| ---------- | --------- | -------- |
| українська | 326       | 87.17%   |
| російська  | 47        | 12.56%   |
| білоруська | 1         | 0.27%    |
| Усього     | 374       | 100%     |

## Екологія
Селище оточене кар'єрами Покровського ГЗК.